# Банк Канади
Банк Кана́ди (англ. Bank of Canada, фр. Banque du Canada) — центральний банк Канади. Заснований 3 липня 1934 року на основі «Закону про Банк Канади». Його діяльність визначає федеральний уряд, який призначає Раду директорів. До складу Ради директорів входить заступник міністра фінансів. Банк Канади систематично звітує перед парламентом щодо результатів своєї діяльності за визначені періоди. Є емітентом національної валюти Канади — канадських доларів.
Основними функціями Банку Канади є:
- регулювання грошового обігу і кредиту;
- підтримка курсу національної валюти щодо інших валют;
- мобілізація рівня цін, рівня виробництва і торгівлі.

Банк Канади здійснює випуск банкнот, надає кредити комерційним банкам, управляє касовими резервами комерційних банків, регулює розрахунки між банками за кліринговими рахунками, регулює державні золотовалютні резерви. Крім того, цей Банк є агентом федерального уряду, управляє цінними паперами держави, його касовою готівкою, забезпечує зв'язки з центральними банками інших держав. Банк Канади не купує акції комерційних банків, не кредитує і не приймає депозити від приватних осіб і компаній.
Штаб-квартира Банку Канади розташована в столиці Оттаві. Його головою з червня 2013 року є канадський економіст з українським корінням Стівен Полоз.
В холі головної будівлі Банку Канади встановлений Камінь Раї двометрового діаметра, який слугував грошовою одиницею давніх народів Мікронезії.